# Academia Provincial de Dibujo de Burgos
La Academia Provincial de Dibujo de Burgos o Escuela del Consulado del Mar de Burgos es una Institución Académica Cultural sin ánimo de lucro, con sede en la ciudad de Burgos, comunidad autónoma de Castilla y León, España. Centro docente que fue fundado en 1786, nacido dentro de los ideales de la Ilustración y a imitación de la Real Academia de Bellas Artes de San Fernando (1744), dedicado a la difusión y promoción del dibujo y las artes en la ciudad, tanto en su expresión plástica artística del dibujo imaginativo como el lineal. Actualmente la patrocina la Diputación Provincial burgalesa. No es una asociación política ni confesional, y por ello es independiente de partidos políticos, sindicatos y de cualquier poder público.

## Antecedentes
El Real Consulado del Mar, constituido en el año 1494, bajo el reinado de  Isabel I de Castilla, fue una asociación mercantil que se dedicó al comercio exterior, congregando a un grupo de brillantes comerciantes burgaleses durante la Edad Moderna. A finales del siglo XIX, periodo de recuperación económica al aumentar el comercio con los Países Bajos a través del puerto marítimo de Santander (España), los miembros de la junta de gobierno deciden fundar una Escuela de Dibujo en Burgos, siguiendo los postulados ilustrados formulados por el conde de Campomanes.
 En esos años, bajo la dirección del escultor y arquitecto Fernando González de Lara, se estaba procediendo a derribar la muralla medieval burgalesa que partía del Arco de Santa María hacia el cruce de la calle San Lesmes con el río Vena pasando en línea por correos viejo y calle de Vitoria, para construir el nuevo Paseo del Espolón.
En la segunda mitad del siglo XVIII no existía en la urbe una asociación o academia reglamentada de docencia que agrupara a los maestros pintores y doradores burgaleses. La cuna gremial, preferentemente religiosa, tiene su origen en la Cofradía de San Lucas con sede en la Parroquia de San Nicolás, perdiéndose su rastro en la segunda mitad del siglo. El día 7 de enero de 1781, ante la sesión o asamblea de la "Junta Particular", el marqués de Lorca expuso la idea de crear una escuela de dibujo, siendo aprobada la iniciativa.

## Historia
En el año 1786 el Real Consulado del Mar creó una escuela docente bajo el nombre de Academia Patriótica de Dibujo, dependiendo económicamente del consulado durante los primeros años, pasando posteriormente a mediados del siglo XIX, realizada la división provincial de Javier de Burgos de 1833, a denominarse Academia Provincial de Dibujo, nombre que conserva en la actualidad, al ser patrocinada y mantenida económicamente por la diputación provincial burgalesa. En febrero, bajo la dirección de Manuel de Eraso, se realizaron obras de adaptación de escasa importancia en la casa arrendada en la Llana de Afuera para alojar inicialmente la escuela, trasladándose al poco tiempo a unos locales en la denominada plaza "Mercado menor" hoy conocida como Plaza Mayor, cercanos a la futura Casa consistorial. El Consulado, al no disponer de inmuebles en propiedad donde ubicar la nueva Academia, compró unos solares que habían quedado libres por el derribo del muro medieval de la ciudad, cercanos al Arco de Santa María, levantando en ellos, un edificio para ubicar la Escuela de dibujo, quedando integrado en una zona privilegiada del Paseo del Espolón. Manuel de Eraso, como arquitecto, realizó los planos en 1784, presupuestando la cantidad de 190.000 reales para la edificación, como ayudante en la dirección de obra colaboró el maestro Pablo Antón en el periodo 1795-1796 y Anastasio María Quintano, quien solicitó al Ayuntamiento, como miembro representante de la Real Junta, el pago por la totalidad del coste de la fábrica. De la construcción primitiva realizada en buena sillería de las canteras de la localidad de Hontoria, solamente se conserva hoy día la elegante fachada de sillería, de estilo claramente neoclásico. En el frontón delantero se aprecia notoriamente un ancla, símbolo del Consulado del Mar.
La inauguración corrió a cargo del marqués de Villariezo, ocupando en aquella época el cargo de Prior, el marqués de Fuente Pelayo, leyendo el Secretario del Consulado la Real Orden de creación del centro. El acto se inició a las cinco de la tarde, con asistencia de los 63 alumnos matriculados acompañados por el director-Maestro Eraso. Al estar sus dependencias, talleres y demás salas docentes, dentro del edificio levantado en el Paseo del Espolón por la sociedad Real Consulado del Mar, la academia, también es conocida entre la ciudadanía burgalesa como Escuela del Consulado del Mar

## Docencia y organización
El puesto de maestro-director se realizó por concurso nacional, ganando la plaza el pintor y arquitecto formado en Roma discípulo de Buenaventura Rodríguez Tizón, Manuel de Eraso, vecino de Zaragoza, de esta forma, se evitó el localismo caciquil.
En julio de 1786 se puso en funcionamiento la tercera sala, estando habilitadas inicialmente, la segunda y la primera, que pasó a denominarse sala de dibujo del modelo, al realizar primitivamente trabajos de dibujo de modelos de yeso y copias de estatuas clásicas.
El consular Melchor de la Peña, en 1788 en Junta General celebrada el día 8 de enero, insistió en la necesidad de crear una clase reservada para impartir la instrucción de la Geometría. 
Durante la invasión napoleónica, todas las enseñanzas dejaron de impartirse. En el año 1811, se procede a la reapertura del Centro por parte de los invasores franceses, el Intendente General de Burgos emite un informe al Consulado, comunicándole que habiendo realizado inspección encuentra correcto el funcionamiento del centro, echando en falta aulas para los alumnos; se reanudan las mismas disciplinas que se impartían anteriormente, como centro especializado en dibujo se imparten dos modalidades: la de Creación o Dibujo Artístico y Dibujo Lineal. Dos disciplinas básicas para un artista, imaginación y rigor científico. En 1815, al estar vacante la plaza de director, fue elegido el antiguo alumno Hilario Palomar, la graduación de la enseñanza muestra un segundo periodo de funcionamiento, así, la primera sala se consagró al dibujo de ojos de perfil, boca, nariz, ojos sombreados, orejas de perfil y sombreadas, copiado de láminas y ocasionalmente se impartieron clases de talla y modelado, la ausencia de aulario conllevó a la desaparición de la enseñanza de la Geometría y de la Arquitectura Civil. 
En sus inicios se impartían clases de la lengua francesa, al ser la mayor bibliografía publicada a las bellas artes en esa lengua. Aunque Italia seguía siendo el génesis de la cultura neoclásica. El objetivo cultural inicial fue elevar el nivel artístico en general de la población, fomentar unas enseñanzas de las que habrían de beneficiarse adolescentes, niños y artesanos, en un principio no se pretendió crear una carrera especializada, a diferencia de otras academias de la época que si supusieron verdaderos estudios reglados, al entregar diplomas acreditativos de los estudios realizados, no obstante, para la mejora de la enseñanza, solicitaron al Ayuntamiento y a la Junta General de Comercio, que los aprendices para maestros pasaran al menos dos años obligatoriamente como alumnos.
La academia disfrutó de una gran libertad para organizar las disciplinas a enseñar, al no estar, al principio, sujeta a reglamentación oficial alguna. La principal reorganización de la escuela se realiza por parte del Ayuntamiento y la Diputación en los años 1852 y 1860. En la actualidad, se rige por el reglamento aprobado en 1965, que consta de 18 artículos contenidos en cada uno de los 4 capítulos en que está dividido. Con el tiempo, la organización docente amplió, y cultivó otras artes aplicadas, diferentes al dibujo natural y color: la pintura en sus diferentes variedades, especialidades en dibujo mecánico y arquitectónico, cerámica, y desarrollo de la Escuela de Artes y Oficios.
En la actualidad, cada curso tiene nueve meses de máxima duración, coincidentes con el calendario lectivo de los centros de enseñanza media. El plazo de inscripción se realiza anualmente en el mes de septiembre durante la primera quincena. A partir de los 12 años cumplidos se puede solicitar el ingreso como alumno, y se realiza una prueba de selección en el caso de que las solicitudes registradas sean más numerosas que las plazas libres ofertadas. Los alumnos admitidos abonarán una cantidad dineraria como cuota anual de matrícula que varía en función del coste de la vida de cada año. El periodo máximo de estancia del alumno admitido en la Academia es de cinco años.
La vida artística burgalesa durante los siglos XIX y XX giró alrededor de esta corporación. Fue Archivo y Biblioteca Provincial. Hoy alberga la Real Academia Burgense de Historia y Bellas Artes (Institución Fernán González). La Academia de Dibujo entra en el siglo XXI, con la implantación e instalación de ordenadores con programas específicos de dibujo y pintura para el diseño y retoque gráfico, para la creación y edición de animaciones en flash y otros tipos de ediciones de animación, como AutoCAD...

## Alumnos destacados y docentes
Fueron alumnos destacados de las aulas de la Academia los profesores, entre otros:  Cristóbal Villanueva II y Lesmes Villanueva ambos pintores narrativos en 1786, y Paulino Villanueva, hijo de Cristóbal Villanueva II, que aparece como aprendiz de pintor en 1796, Evaristo Barrio y Isidro Gil Gabilondo, Marceliano Santa María-Sedano conocido como el pintor de Castilla, León Antón, maestro de obra responsable del Monumento al Cid en la capital burgalesa, Evaristo Barrio (Zaragoza, 1841-Burgos 1924) que llegó a ser director de la misma en 1886, cargo en el que le sucedió Manuel Izquierdo Ordóñez (Burgos 1862-1936), Saturnino López Gómez, Valeriano Martínez, el orfebre Saturnino Calvo Vélez conocido durante su vida artística como Maese Calvo,  Rigoberto González Arce, Eulogio Valladolid, Fortunato Julián, Luis Manero Miguel, Julio del Val, Luis Gallardo (que fue alcalde de Burgos), Ignacio del Río, el escultor Félix Alonso González, el fotógrafo Eustasio Villanueva Gutiérrez, Luis Sáez Díez, el maestro ebanista Eutimio Ordónez Santamaria, José Miguel de la Peña, Néstor Pavón, y dentro de la nueva generación, Lucía Solana, Fernando Arahuetes, Paula Sampelayo, María Milagros Casado Izquierdo, Eduardo Saiz Alonso, Rodrigo Alonso Cuesta o el pintor y escultor Cristino Díez.